# Сикстен Сасон

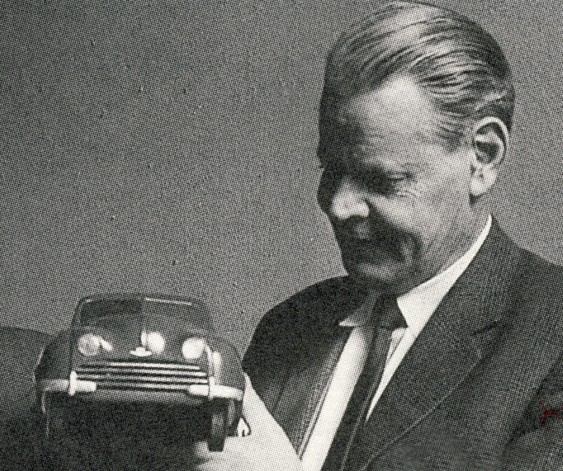
Сикстен Сасон с моделью разработанного им автомобиля Saab 92, 1959 год

Сикстен Сасон (швед. Sixten Sason, настоящее имя — Карл Эрик Сикстен Андерссон (швед. Karl-Erik Sixten Andersson); 12 марта 1912, Шёвде — 1 апреля 1967, Сольна) — шведский промышленный дизайнер, один из первых представителей так называемого «скандинавского дизайна».
Начал интересоваться изобразительным искусством и дизайном в детстве. В возрасте 16 лет получил первый заказ от компании Husqvarna, занимающейся производством мотоциклов. В 1930-х проходил службу в шведских ВВС в качестве механика. Попав в авиакатастрофу, провёл несколько лет в больнице. С 1939 года тесно сотрудничал с компанией SAAB, участвуя в проектировании самолётов и запчастей для них. После переориентации SAAB на автомобильную промышленность, Сикстен Сасон занялся дизайном автомобилей. По его рисункам и чертежами легендарные автомобили SAAB, начиная с первой модели Saab 92 и заканчивая Saab 99. Знаменитый Saab 900 также во многом основан на идеях Сикстена Сасона. Как дизайнер, сотрудничал также с компаниями Electrolux, Victor Hasselblad и Monark.